# Pase play action
Un pase play-action o finta y pase es un tipo de jugada en el fútbol americano diseñada para que parezca una jugada de carrera, pero que en realidad es una jugada de pase; de tal manera que es lo opuesto a la jugada conocida como draw play.
Los pases Play-action se usan frecuentemente en contra de defensas que estén muy enfocadas en detener el juego terrestre. Al simular que es una jugada por carrera, la ofensiva trata de engañar al equipo defensivo al hacer que reaccionen para intentar detener un acarreo, por lo que pudieran quedar totalmente fuera de balance para hacer las correcciones y volver a una cobertura de pase, dándole a los receptores más tiempo y espacio para estar libres detrás de los linebackers.

## Acción ofensiva
- El quarterback toma el snap y retrocede para entregarle el balón al running back.
- El running back corre para recibir el balón.
- El quarterback rápidamente jala el balón hacia su cuerpo, escondiéndolo de los defensivos contrarios. Entonces voltea para buscar a un receptor que esté libre de cobertura.
- El running back continua corriendo como si tuviera el balón en su poder.
- La línea ofensiva cambia sus asignaciones, dejan de bloquear para una jugada de carrera, y cambian al bloqueo de protección de pase.
- Los receptores tratan de bloquear a los jugadores de la defensiva secundaria para simular la jugada por tierra, entonces rompen hacia campo abierto para seguir sus rutas.